# Frei Gaspar
Frei Gaspar este un oraș în Minas Gerais (MG), Brazilia.